# Кошоев, Омурзак
Омурза́к Кошо́ев (кирг. Өмүрзак Кошоев; 1890, Кичи-Кемин, Семиреченская область — 7 августа 1971, Кичи-Кемин, Кеминский район) — старший табунщик молочного племенного совхоза имени Ильича Министерства совхозов СССР, Фрунзенская область, Киргизская ССР. Герой Социалистического Труда (1949).

## Биография
Родился в 1890 году в крестьянской семье в селе Кичи-Кемин (ныне — в Кеминском районе Чуйской области).
С 1929 года трудился табунщиком, старшим табунщиком в совхозе имени Ильича Фрунзенской области. Член КПСС с 1939 года.
В 1948 году бригада Омурзака Кошоева вырастила 50 жеребят от 50 кобыл. Указом Президиума Верховного Совета СССР от 1 декабря 1949 года «за получение высокой продуктивности животноводства в 1948 году» удостоен звания Героя Социалистического Труда с вручением ордена Ленина и золотой медали «Серп и Молот».
С 1968 года — персональный пенсионер союзного значения.
После выхода на пенсию проживал в родном селе, где скончался в 1971 году.